# Absolut Vodka

Logo

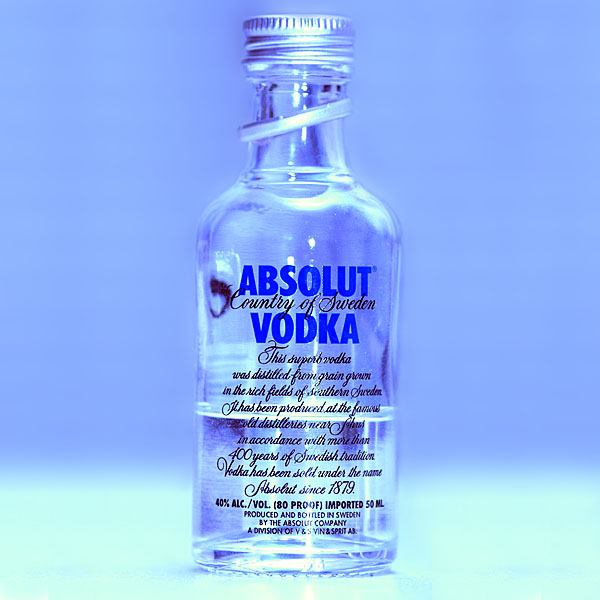
Klarer Absolut

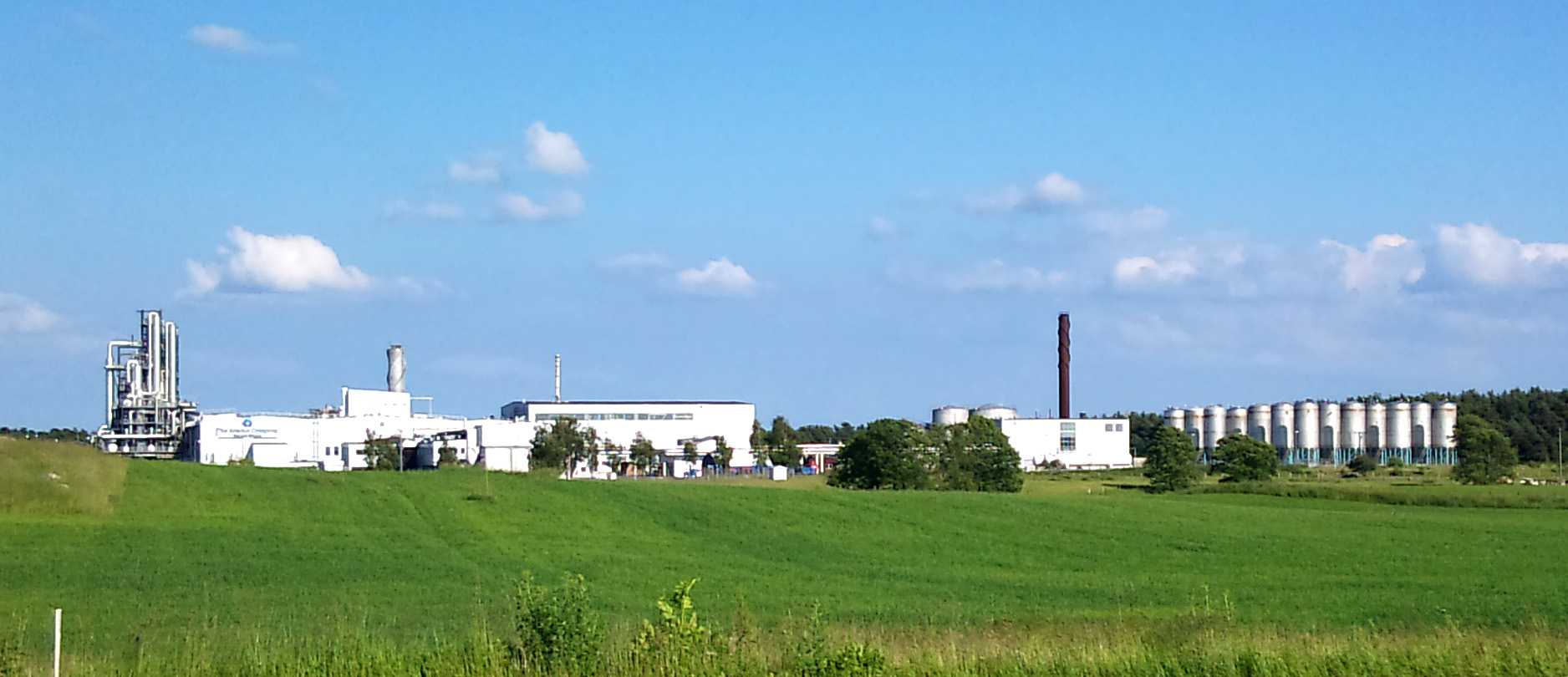
Brennerei in Tings Nöbbelöv

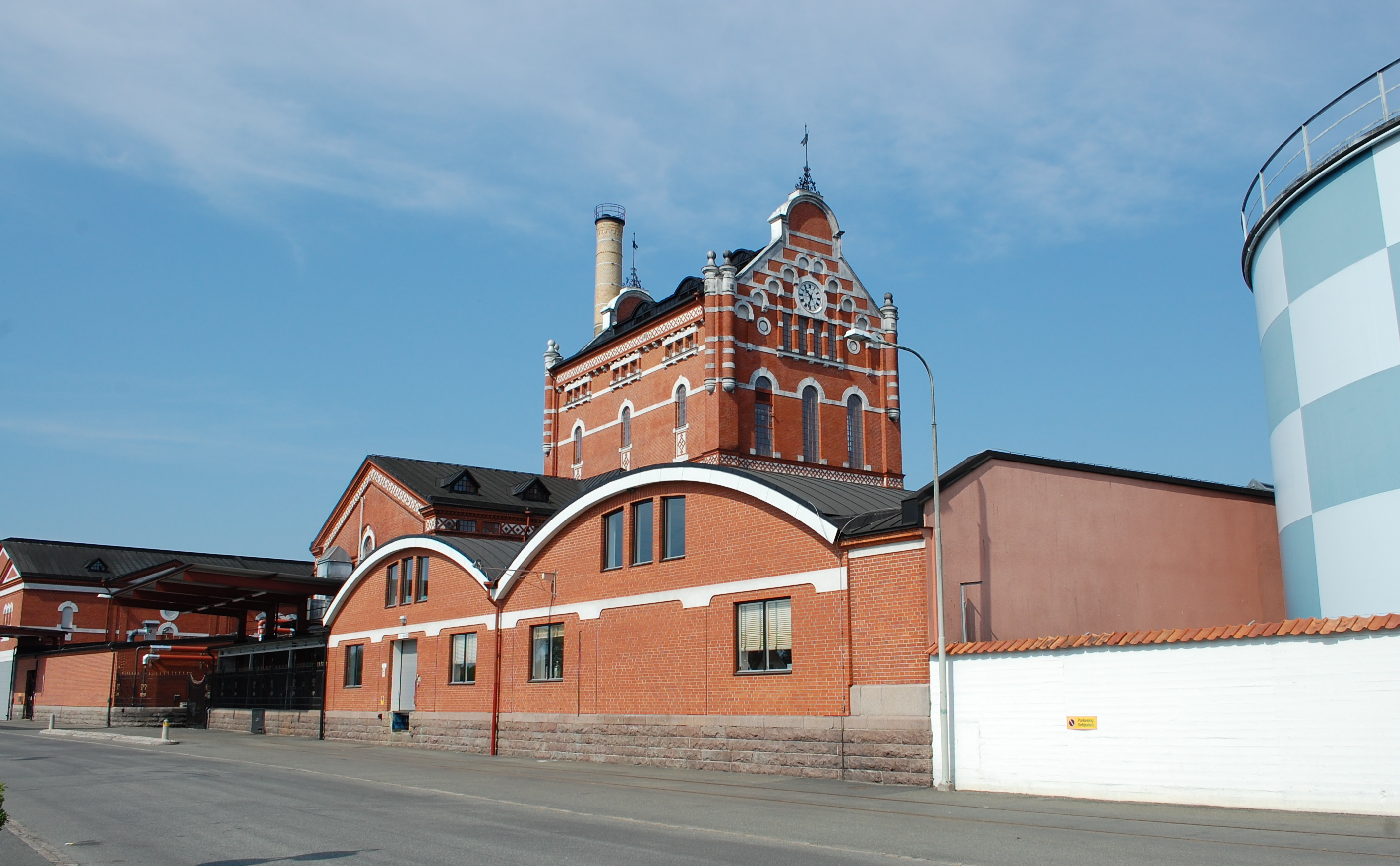
Abfüllbetrieb in Åhus

Absolut Vodka ist eine im südschwedischen Åhus seit 1879 produzierte Wodka- und Spirituosenmarke. Das Unternehmen ist eine Tochtergesellschaft der Vin & Sprit, die 2008 vom damaligen Eigentümer, dem schwedischen Staat, für 5,6 Milliarden Euro an das französische Unternehmen Pernod Ricard verkauft wurde. Produziert wird der Wodka, indem zunächst in der Destillerie im südschwedischen Tings Nöbbelöv aus Winterweizen ein 96%iges Destillat hergestellt wird, das in Åhus mit eigenem Quellwasser auf 40 % Alkoholgehalt verdünnt wird.

## Geschichte
Gegen Ende des 19. Jahrhunderts erfand der schwedische Unternehmer Lars Olsson Smith die fraktionierte Destillation/Rektifikation für Alkohol. Diese effizientere Trennung des Alkohols von Fuselölen und anderen unerwünschten Inhaltsstoffen liefert einen Wodka von höherer Qualität als die klassische Destillation in Brennblasen. Um den Qualitätsunterschied zu betonen, nannte er seinen Wodka Absolut Renat Brännvin (Absolut reiner Branntwein) und ließ die Marke Absolut als Warenzeichen eintragen.
Mit seinem hochwertigeren und günstigeren Produkt forderte Smith 1879 das Alkoholverkaufs-Monopol der Stadt Stockholm heraus. Er bot kostenlose Bootsfahrten zu den Destillerien an, durch seinen Wodka erlangte er finanziellen Reichtum.
Ab 1917 wurde die Alkoholindustrie von der schwedischen Regierung geleitet und Absolut Renat Brännvin kurze Zeit später im ganzen Land verkauft.
In den 1970ern wurde der Name aufgrund eines nicht zeitgemäß wirkenden Images um Renat Brännvin gekürzt, 1979 wurde das Markenimage modernisiert und der Name Absolut als Marke eingeführt.
Absolut Vodka ist international unter anderem durch seine spezielle Flaschenform bekannt, die an schwedische Apotheken-Flaschen erinnern soll. Sie werden vom Unternehmen als Markenzeichen interpretiert und stets in Werbekampagnen eingebaut. Der Digitalkunst-Pionier Laurence Gartel erstellte 1990 eine seiner bekanntesten Kampagnen für Absolut Vodka. Diese Werbung wird als die erste Digitale-Kunst-Werbung angesehen. Hersteller der meisten Flaschen ist Schwedens älteste Glashütte „Limmareds glasbruk“ in Limmared (Västergötland).

## Sorten

### Die Hauptsorten, chronologisch aufgelistet

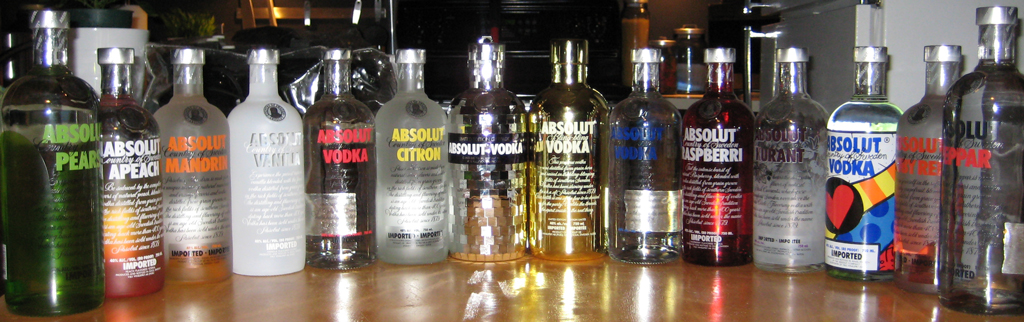
Verschiedene Absolut-Sorten

| Bezeichnung                      | Erscheinungs- jahr | Beschreibung |
| -------------------------------- | ------------------ | --- |
| Absolut Vodka Blue Label         | 1879               | mit 40 % alc. vol./ 80 Proof                                                                                       |
| Absolut Vodka Red Label          | 1879               | mit 50 % alc. vol./ 100 Proof, Produktion wurde inzwischen eingestellt                                             |
| Absolut Peppar                   | 1986               | mit Pfefferaroma                                                                                                   |
| Absolut Citron                   | 1988               | mit Zitronenaroma                                                                                                  |
| Absolut Kurant                   | 1992               | mit Aroma der schwarzen Johannisbeere                                                                              |
| Absolut Mandrin                  | 1999               | mit Orangen- und Mandarinenaroma                                                                                   |
| Absolut Vanilia                  | 2003               | mit Vanille-Aroma                                                                                                  |
| Absolut Raspberri                | 2004               | mit Himbeeraroma                                                                                                   |
| Absolut Level                    | 2004               | der Premiumwodka der Marke „A new Level of Vodka“ mit 40 % alc. vol., Produktion wurde inzwischen eingestellt      |
| Absolut Apeach                   | 2005               | mit Pfirsicharoma                                                                                                  |
| Absolut Cut                      | 2005               | ein Mixgetränk mit 7 % Alkohol in drei verschiedenen Geschmacksrichtungen, Produktion wurde inzwischen eingestellt |
| Absolut Ruby Red                 | 2006               | mit Grapefruitaroma                                                                                                |
| Absolut Pears                    | 2007               | mit Birnenaroma |
| Absolut 100                      | 2007               | mit 50 % alc. vol., Nachfolgeprodukt der „Absolut Red Label“                                                       |
| Absolut Mango                    | 2008               | mit Mangoaroma |
| Absolut Berri Açaí               | 2010               | mit Aromen von Açai, Blaubeeren und Granatapfel                                                                    |
| Absolut Elyx                     | 2011               | Premiumwodka mit 40 % alc. vol., Nachfolgeprodukt der „Absolut Level“, Produktion wurde inzwischen eingestellt     |
| Absolut Wild Tea                 | 2011               | mit Aromen von schwarzem Tee und Holunderblüten. Ähnelt im Geschmack der limitierten "Absolut Boston"              |
| Absolut Orient Apple             | 2011               | mit Aromen von roten, grünen und gelben Äpfel sowie Ingwer. Ähnelt im Geschmack der limitierten "Absolut Brooklyn" |
| Absolut Gräpe                    | 2012               | mit Aromen von hellen Trauben, Drachenfrucht und Papaya. Ähnelt im Geschmack der limitierten "Absolut SF"          |
| Absolut Cherrykran               | 2012               | mit Aromen von Kirsche und Cranberry.                                                                              |
| Absolut Hibiskus                 | 2012               | mit Aromen von Hibiskus und Granatapfel.                                                                           |
| Absolut Cilantro                 | 2013               | mit Aromen von Koriander und Limette.                                                                              |
| Absolut Elyx                     | 2013               | Premiumwodka mit 42,3 % alc. vol., Überarbeitete Version von „Absolut Elyx“ (2011)                                 |
| Absolut Passionfruit             | 2021               | mit Aromen von Passionsfrucht und Orangenblüte. Ähnlich der limitierten Edition Absolut Carnival.                  |
| Absolut Juice Strawberry         |                    | mit Erdbeersaft und Vanillearoma                                                                                   |
| Absolut Juice Apple              |                    | mit Apfelsaft |
| Absolut Juice Pear & Elderflower |                    | mit Birnensaft und Holunderaroma                                                                                   |
| Absolut Juice Rhubarb            |                    | mit Rhabarbersaft                                                                                                  |

### Limited Editions
Daneben gibt es zahlreiche Limited Editions, die sowohl von der Stückzahl, als auch vom Verbreitungsgebiet her limitiert sind.